# Осада Лиссабона
Осада Лиссабона (порт. Cerco de Lisboa) — один из главных эпизодов второго крестового похода и Реконкисты, в ходе которого объединенное войско крестоносцев и португальцев под командованием Афонсу Энрикеша захватило Лиссабон, принадлежавший державе Альмохадов. Взятие Лиссабона было одной из немногих побед крестоносцев во втором крестовом походе.

## Предыстория
В 630 году возникло арабское государство — Арабский халифат. В период 630—750 годов арабы сумели захватить весь Аравийский полуостров, значительную часть Северной Африки, южную и центральную часть Пиренейского полуострова, Персию, Армению, Грузию и ряд других территорий; однако на территории Арабского халифата вспыхивали восстания. С 722 году началась Реконкиста — процесс изгнания арабов c Пиренейского полуострова.
В 1095 году папа римский Урбан II призвал европейских рыцарей отправиться в крестовый поход с целью освобождения Святой земли. Армия Первого крестового похода сумела в 1099 году захватить Иерусалим. В результате крестового похода были образованы Иерусалимское королевство, Антиохийское княжество, Эдесское графство и Триполитанское графство. Однако положение крестоносцев было весьма шатким, так как их государства были окружены мусульманами.
В 1144 году Имад ад-Дин Занги захватил Эдессу. Потеря города была ощутимым ударом по позициям крестоносцев на Ближнем Востоке. Следствием захвата арабами крепости было провозглашение папой Евгением III нового крестового похода. Первыми на призыв понтифика откликнулись Конрад III и Людовик VII. Однако различия стратегий ближневосточных крестоносцев и армий Конрада и Людовика были очень велики. Так, первые считали своей первостепенной задачей ослабление позиций Нур эд-Дина в Алеппо, а вторые считали необходимым сперва атаковать Дамаск.
Мнение европейских правителей возобладало, и 24 июня 1148 года началось наступление на Дамаск, которое обернулось провалом. К 1149 году армии Конрада и Людовика вынуждены были вернуться в Европу. 19 мая 1147 году крестоносное войско Англии, Шотландии, Фландрии, Фризии, Бретани, Рейна, Кёльна и Нормандии двинулись на помощь ближневосточным крестоносцам.
В конце мая корабли крестоносцев сделали вынужденный крюк и причалили недалеко от Порту. Причалив там, крестоносцы встретили епископа Порту, который убедил их, что война против мусульман на Пиренеях не менее важна, чем на Святой земле. Португалией правил Афонсу, который, воспользовавшись царившей в Кастилии и Леоне смутой, в 1139 году провозгласил себя королём. Выслушав проповедь, крестоносцы согласились помочь португальцам.

## Средневековый Лиссабон
История Лиссабона берет начало с конца II тысячелетия до н. э., когда финикийцы основали на территории полуострова торговое поселение. В Средние века Лиссабон был очень крупным портом; город получал большую прибыль от морской торговли. Лиссабон был густонаселенным городом со смешанным населением. Так его описывает в своём произведении «О завоевании Лиссабона» («De expugnatione Lyxbonensi», порт. «Da captura de Lisboa») летописец Рауль:
Во времена нашего прихода в городе жило 60000 семей, плативших подати… Город был населён так густо, что и поверить трудно; ибо после завоевания его мы узнали от алькаиди, то есть от их губернатора, что всего в городе жило 154 тысячи человек, не считая женщин и детей… Здания стояли так близко одно к другому, что — если не считать купеческих кварталов — трудно было найти улицу шире восьми футов.

## Диспозиция

### Лиссабонская крепость
Очень часто на территориях близ Лиссабона происходили сражения, поэтому велось активное строительство укреплений. Так летописец Рауль описывает крепость:
Вершина холма обнесена куртиной, и стены города спускаются с него вправо и влево, уходя к реке Тахо. Пригороды же, которые разместились на склонах ниже стены, вырублены в скале так, что каждый из проходов на кручах, которые служат им вместо обычных улиц, можно считать отдельным укрепленным пунктом, и такие препятствия с хитрыми ловушками словно бы опоясывают город.

### Войско крестоносцев
До сих пор нет точных данных о количестве воинов и кораблей крестоносцев. Рауль насчитал 164 корабля, однако в «Письме из Лиссабона», написанном немецким священником, приводятся данные о 200 кораблях. По предположениям, крестоносное войско составляло 25 000 воинов, из которых 6000 составляли англичане, 5000 — немцы, а 2000 — фламандцы. Незадолго до начала осады ряды крестоносцев пополнились многочисленными добровольцами.

## Осада и взятие Лиссабона
Осада города началась в июле 1147 года. Неоднократные попытки штурма заканчивались безрезультатно; однако в городе начались эпидемии и голод. Лиссабонский эмир, не получив ожидавшейся помощи от других мусульманских государств и не имея возможности снять осаду самостоятельно, предложил Афонсу сдать город с условием свободного выхода населения.
20 октября португальцы и крестоносное войско вступили в Лиссабон. Несмотря на договор с эмиром, насилия над мирным населением предотвратить не удалось, и только после десяти дней резни и грабежей в городе был наведён порядок.

## Последствия
После взятия Лиссабона крестоносцы разделились; часть их продолжила свой путь на восток, а часть, принеся оммаж Афонсу, осталась в Португалии.
Первым епископом Лиссабона стал Гилберт из Гастингса.